# GlobalGiving
GlobalGiving — интернет-ресурс, объединяющий благотворителей и grassroots-проекты из развивающихся стран. Потенциальные жертвователи могут просматривать и выбирать проекты из большого количества проектов организованных по географическим и тематическим признакам, таким как охрана здоровья, забота об окружающей среде, образование.
Выбрав проект, донор может пожертвовать любую сумму, используя банковскую карту, чеки, PayPal, или даже передачу акций.
GlobalGiving финансируется из получаемых пожертвований, путём просьбы о прибавке 15 % к сумме пожертвования, или же вычитанием 15 % из пожертвования при нежелании донора увеличивать сумму.
Пожертвования идут непосредственно на поддержку предпринимательской работы глобальных лидеров проекта, которые реализуют инновационные решения социальных проблем на уровне локальных сообществ.
Для создания интерактивных отношений между донорами и проектами, проекты-лидеры регулярно посылают своим спонсорам отчёты о прогрессе проекта и о произведённом им эффекте. При этом доноры могут комментировать и обсуждать эти отчёты.
Все сделанные в рамках проекта пожертвования проводятся через одноимённый фонд, GlobalGiving Foundation, некоммерческую организацию, зарегистрированную в США и подпадающую под действие параграфа 501(c)3 Internal Revenue Code и освобождённую от уплаты налогов на территории США.

## История
До основания GlobalGiving, Мари Кураиши и Деннис Уиттл возглавляли направление стратегий и инноваций во Всемирном банке. Находясь на этом посту, они В 1998 году создали первый в мире рынок инноваций для банковского персонала, в качестве внутреннего соревнования, в рамках которого работники Банка выдвигали свои идеи по борьбе с мировой бедностью. Победители получили гранты для осуществления своих идей. Результатом того соревнования стали самые инновационные идеи и эффективные программы в истории Всемирного банка.
В 2000 году они вынесли свою концепцию во внешний мир. Рынок Развития (Development Marketplace) давал возможность социальным предпринимателям участвовать в соревновании за финансирование Банком. Программа была необычайно успешной — финалисты со всего мира встретились в Вашингтоне, и пять миллионов долларов были разделены между 44 наиболее инновационными проектами.
Основываясь на успехе своих Рынков, Мари и Деннис создали интернет-платформу для содействия более широкому кругу социальных и экономических инвестиций в развивающихся странах. В октябре 2000 года они оставили работу во Всемирном банке и 14 февраля 2002 года основали проект DevelopmentSpace, позже переименованный в GlobalGiving.
Проект GlobalGiving, как веб-платформа, принципиально отличается от World Bank Development Marketplace Award, так как основан на социальных сетях и обратной связи между жертвователями и социальными предпринимателями («лидерами проектов»). Каждая организация размещает на сайте один или несколько вариантов развития своего проекта для просмотра потенциальными донорами. Решение по финансированию каждого проекта принимается общественностью, вместо того, чтобы определяться командой экспертов, как было в Development Marketplace. Однако, на практике, продвигающие себя в почтовых рассылках и социальных сетях организации значительно увеличивают свой потенциал по привлечению пожертвований. История финансирования и обновления проекта открыта для просмотра и работает в качестве репутационной системы для разработавшей проект организации.
Наибольший вклад в запуск проекта и в его развитие на ранней стадии внесли Omidyar Network, Skoll Foundation, William and Flora Hewlett Foundation и Sall Foundation.
В январе 2024 года организация была признана «нежелательной» в России.

## Структура
Фонд GlobalGiving (GlobalGiving Foundation, GGF) — некоммерческая организация, которая может принимать пожертвования от частных лиц и компаний через интернет-сайт globalgiving.org. Фонд поддерживается группой разрабатывающих, корпоративных и институциональных партнёров. Проект GlobalGiving был запущен как результат сотрудничества GlobalGiving Foundation и компании ManyFutures, Inc., которая в декабре 2008 года формально стала дочерней компанией фонда, и все её операции напрямую управляются Фондом.
Компании могут использовать платформу GlobalGiving для предоставления своим работникам, клиентам, партнёрам возможности вносить пожертвования непосредственно в адрес  grassroots-проектов социального и экономического развития по всему миру. Неправительственные организации, такие как Ashoka: Innovators for the Public и International AIDS Vaccine Initiative используют систему для сбора средств на проекты, представленные инициативными группами, которые курируются этими организациями.